# Ilona orléans-i hercegnő
Ilona (Lujza Henrietta, franciául: Hélène Louise Henriette d’Orléans; London, Nagy-Britannia, 1871. június 13. – Stabia, Olaszország, 1951. január 21.) orléans-i hercegnő, Párizs grófjának második legidősebb leánya, kora ünnepelt szépsége, akit brit, osztrák és orosz trónörökösök lehetséges menyasszonyaként tartottak számon. A hercegnő végül az olasz királyi családba házasodott be: 1895-ben Emánuel Filibert, Aosta hercegének felesége lett. Két fia született, leszármazottjai ma is élnek.

## Életrajza

### Gyermekkora

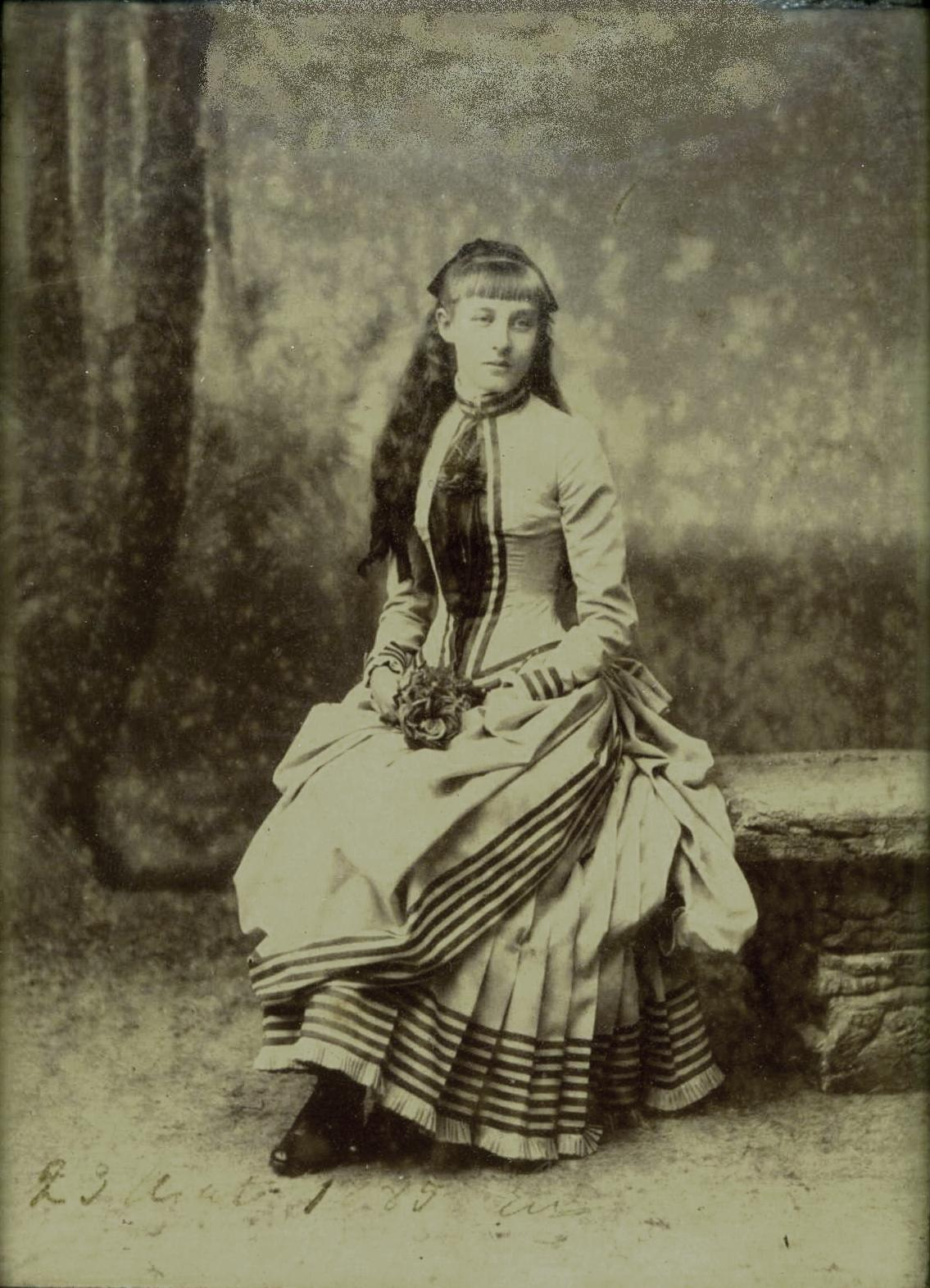
A fiatal hercegnő 1885-ben

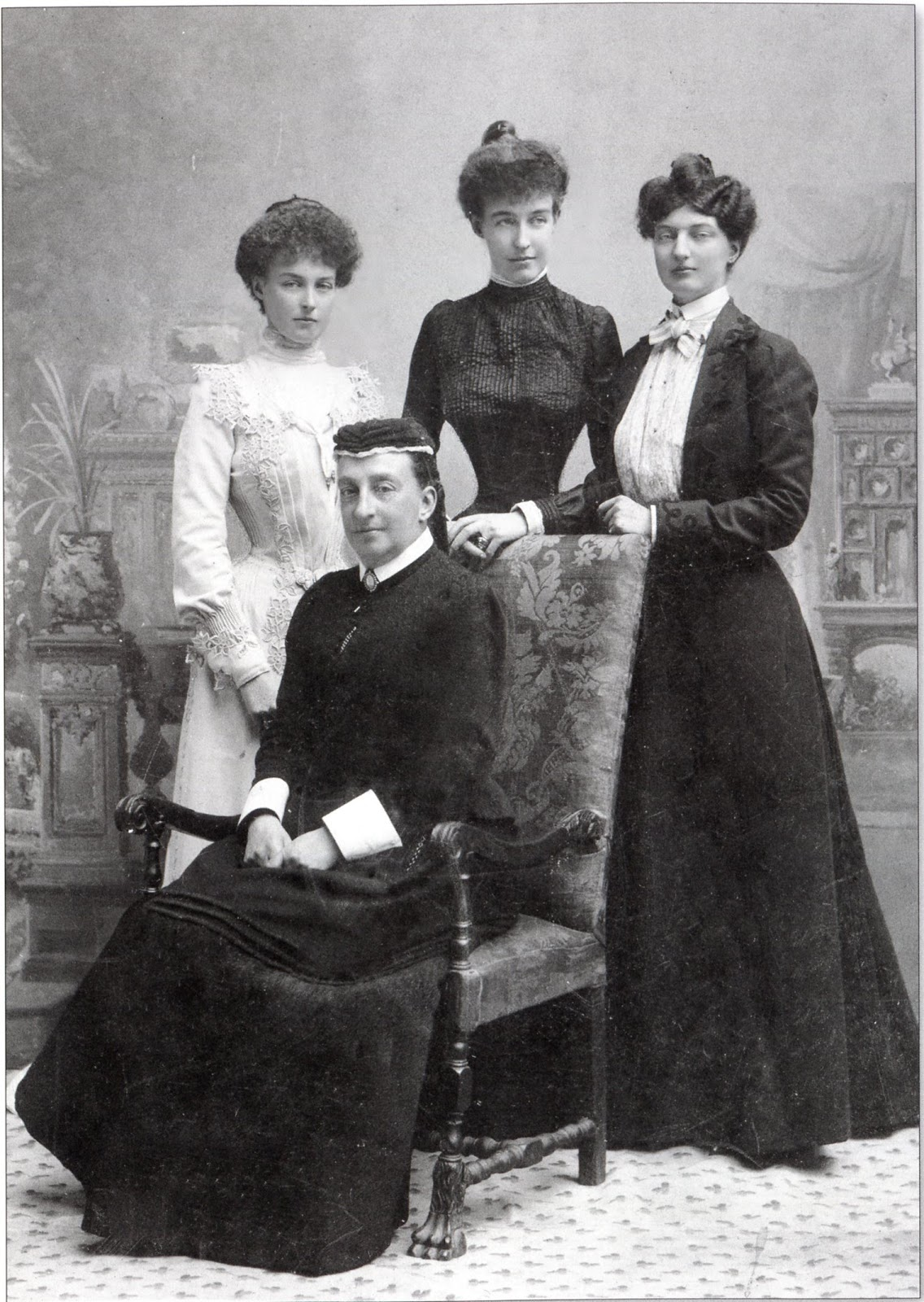
Ilona hercegnő (hátul középen) édesanyja, Mária Izabella (a széken ülve), valamint két húga, Lujza (balra) és Izabella (jobbra) társaságában (a képről hiányzik a hercegnő negyedik, legidősebb nővére, Amália)

Ilona hercegnő volt a harmadik gyermeke, egyben második leánya Fülöpnek, Párizs grófjának és Mária Izabella spanyol infánsnőnek. Szüleinek később további öt gyermeke született még. Apja I. Lajos Fülöp francia király unokája volt, egyben a francia trón örököse 1842-től családja 1848. februári forradalom során való trónfosztásáig. Emiatt két idősebb testvéréhez hasonlóan ő is száműzetésben született a York-házban, Londonban. 1871. június 13-án látta meg a napvilágot, röviddel azt megelőzően, hogy feloldották volna a családját sújtó Franciaországba való beutazási tilalmat. 1871 júniusának végén visszatértek hazájába és Párizsban, a Hotel Fouldban telepedtek le, nagybátyjuk, Aumale hercegének vendégeiként.
1883 szeptemberében elhunyt a gyermektelen Henrik, Chambord grófja, XV. Lajos francia király férfiágának utolsó törvényes leszármazottja. A legitimisták – kivéve a renitenseket, akik a spanyol Bourbon-házat ismerték el – és az orléans-isták szemében Ilona hercegnő apja, Párizs grófja lépett elő, mint a francia trón új örököse. 1886 tavaszán párizsi ünnepségeket tartottak azt megelőzően, hogy a hercegnő nővére, Amália az ősz folyamán Lisszabonban hozzámegy a portugál trónörököshöz, Károlyhoz. Az ünneplő tömeg olyan nyilvánvaló royalista megnyilvánulásokat tett, amely hatására a Harmadik Köztársaság július 22-én kitiltotta az Orléans-i és a Bonaparte-ház tagjait az országból. Ezt követően a hercegnő szüleivel visszatért Nagy-Britanniába.

### Felmerülő eljegyzések
Ilona legtöbb testvére mind jól házasodott és magas rangú személyhez ment hozzá, élen legidősebb nővérével, Amália hercegnővel, aki a portugál trón örököséhez, a későbbi I. Károly portugál királyhoz ment hozzá. Ezért Ilona is nagy reményeket fűzött a házasodáshoz, révén, hogy kora ünnepelt szépségének is számított. Később húgai közül Izabella elsőfokú unokatestvérükkel, Guise hercegével kötött házasságot, míg Lujza testvére Károly nápoly–szicíliai herceg felesége lett. Bátyja, Fülöp pedig Mária Dorottya főhercegnőt vette el.

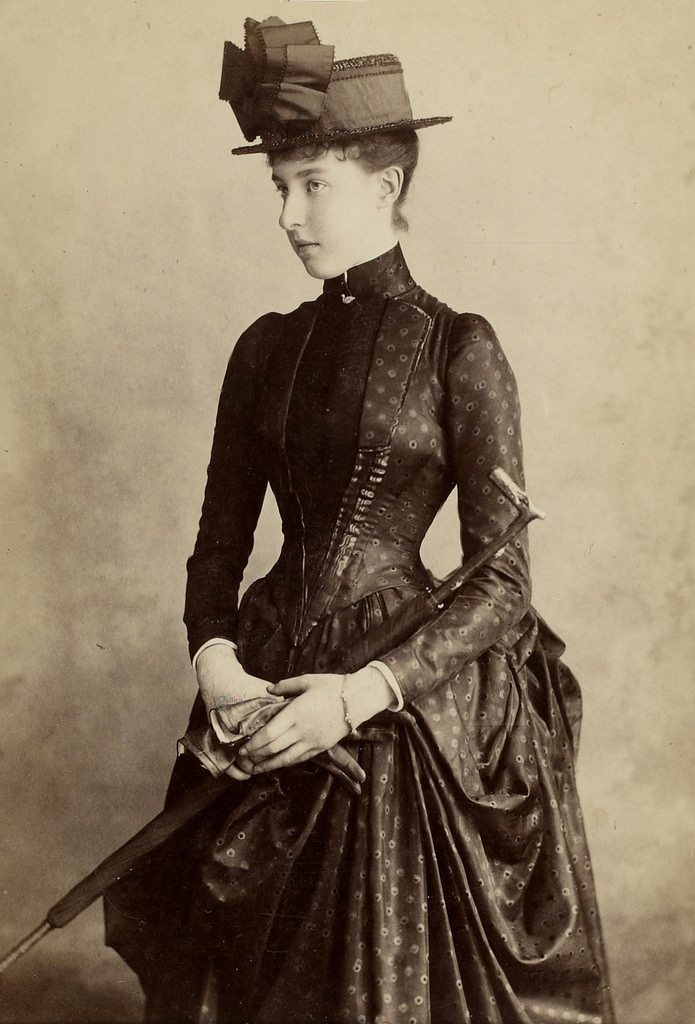
Ilona hercegnő házasságát megelőzően az 1890-es években

A hercegnő 1890 tavaszán és nyarán Lujza, Fife hercegnőjének egyik britokán tartózkodott Skóciában. Ekkor ismerkedett meg vendéglátója bátyjával, Albert Viktor, Clarence és Avondale hercegével – becenevén „Eddyvel”. Viktória királynő unokájaként Eddy a második helyet foglalta el a brit trónöröklési sorban közvetlenül édesapja, a walesi herceg után. A fiatalok egyből szerelmesek lettek egymásba. A herceg a nyár végére, augusztus 29-ére engedélyt kapott, hogy a balmorali kastélyban bemutassa kiszemeltjét nagyanyjának, a királynőnek. Mivel Ilona római katolikus volt, így a házasság esetén az 1701-es örökösödési törvény értelmében Eddyt kizárták volna a trónutódlásból, így Viktória királynő ellenezte az eljegyzést. A herceg maga is kész lett volna lemondani a trónról szerelme kezéért, ahogyan Ilona is kész lett volna átkeresztelkedni az anglikán hitre. Viktória királynő, látva a szerelmesek eltökéltségét, kész volt támogatni eljegyzésüket. Azonban a hercegnő édesapja nem tudott megbarátkozni a frigy gondolatával, sem pedig leánya kikeresztelkedésével. Ilona személyesen kereste fel XIII. Leo pápát, aki azonban megerősítette az orléans-i herceg határozatát, így a kapcsolatnak vége szakadt. A herceg végül Viktória Mária tecki hercegnőt jegyezte el, azonban 1892 januárjában bekövetkezett idő előtti halálát követően húgai Ilonát kezelték valódi szerelmeseként, nem pedig a herceg jegyesét.
Az orosz cári pár szeretett volna egy francia menyasszonyt fiuknak az erős orosz–francia szövetség részeként, ezért Ilona személye felmerült, mint a cárevics lehetséges felesége. A frigyből azonban nem lett semmi, mivel Miklós szerelemtől vezérelve feleségül vette Alix hesseni hercegnőt. Még 1892-ben, amikor Ilona fivérével Egyiptomba utazott, megismerkedett II. Ernő Günther schleswig–holsteini herceggel. A herceg elhatározta, hogy nővére, Auguszta Viktória német császárné bosszantására feleségül veszi az orléans-i hercegnőt. A német diplomácia és a császárné nyomására azonban a leánykérésből nem lett semmi, ahogyan Ilona maga sem mutatott érdeklődést a schleswig–holsteini herceg iránt. Később a család szorgalmazta a házasságot Ferenc Ferdinánd osztrák–magyar trónörökössel, amit I. Ferenc József ugyan nem pártolt, de nem lett volna ellenére. A főherceg végül megismerkedett Chotek Zsófia grófnővel, akit feleségül is vett.

### Házassága és gyermekei

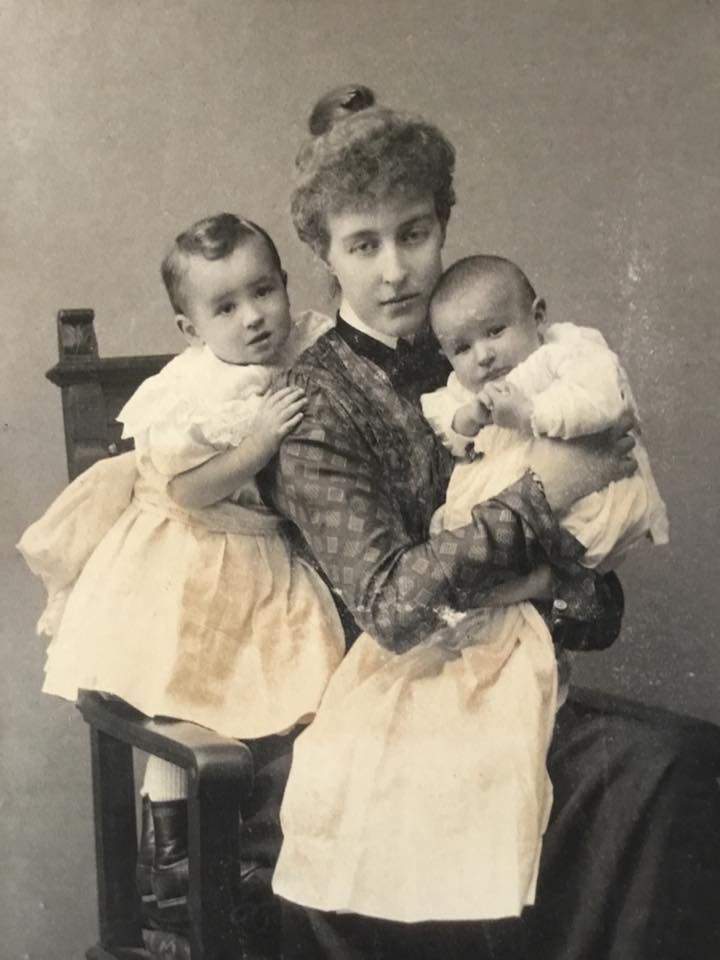
Aosta hercegnéje két fia, Amádé (balra) és Aimone (jobbra) társaságában

Ilona hercegnő végül 1895. június 25-én, Londonban, a Kingston upon Thames kerületben található római katolikus Szent Rafael-templomban hozzáment a Savoyai-házból származó Emánuel Filiberthez, Aosta 2. hercegéhez. Ő volt Amadé herceg (korábban spanyol király 1870 és 1873 között) második fia. Házasságukkor Aosta hercege a második helyet foglalta el az olasz trónöröklési sorban. Az esküvőn jelen volt Viktor Emánuel olasz trónörökös, a walesi herceg és hercegné, valamint a brit királyi család több tagja is. A friggyel Ilona Aosta hercegnéje lett (olaszul: Duchi d’Aosta).
Harminchat éves házasságuk alatt két fiuk született:
- Amádé herceg (1898. október 21. – 1942. március 3.), Aosta 3. herceg lett apja 1931-es halálakor, majd 1937 és 1941 között Olasz Kelet-Afrika alkirálya volt. Ő is egy orléans-i hercegnőt, Annát, első-unokatestvérét vette feleségül, akitől két leánya született.
- Aimone herceg (1900. március 9. – 1948. január 29.), fivére 1942-es halálát követően lett Aosta 4. hercege, ezt megelőzően rövid ideig 1941 májusától 1943 júliusáig a Független Horvátország királya. Feleségétől, Ilona görög hercegnőtől egy fia született, Amadé.

1931 júliusában Ilona megözvegyült. 1936-ban másodjára is megházasodott: Colonel Otto Campini olasz ezredeshez ment hozzá. Második házasságából már nem születtek gyermekei.